# Carapinha
Carapinha es una freguesia portuguesa situada en el municipio de Tábua. Según el censo de 2021, tiene una población de 366 habitantes.